# Бойко Андрій Юрійович
Андрі́й Ю́рійович Бо́йко (нар. 19 травня 1998 — 16 жовтня 2018) — солдат Збройних сил України, учасник російсько-української війни.

## Життєпис
Народився 1998 року у місті Лубни. Закінчив лубенську ЗОШ № 3 та Лубенський фінансово-економічний коледж ПДАА.
На військовій службі за контрактом — з лютого 2017 року; солдат, номер обслуги, 1-ша окрема танкова бригада.
16 жовтня 2018 року загинув увечері поблизу села Березове (Мар'їнський район) — зазнав смертельного поранення в голову кулею ворожого снайпера.
Без Андрія лишились батьки.
19 жовтня 2018 року похований в місті Лубни.

## Нагороди та вшанування
- указом Президента України № 47/2019 від 28 лютого 2019 року «за особисту мужність і самовіддані дії, виявлені у захисті державного суверенітету та територіальної цілісності України, зразкового виконання військового обов'язку» — нагороджений орденом «За мужність» III ступеня (посмертно)[1]
- в Лубенській загальноосвітній школі № 3 відкрито пам'ятну дошку Андрію Бойку.
- Медаль «За жертовність і любов до України» (грудень 2020; посмертно)[2]